# Karina González
Laura Karina González Muñoz (28 de marzo de 1991 en Aguascalientes, Aguascalientes) es una modelo y ex-reina de belleza mexicana ganadora del concurso Nuestra Belleza México 2011. Representó a México en Miss Universo 2012 celebrado en Las Vegas, Nevada, Estados Unidos, donde logró ser parte del top 10.

## Trayectoria
Karina estudiaba la carrera en arquitectura antes de coronarse ganadora del certamen Nuestra Belleza Aguascalientes el 7 de julio de 2011. Posteriormente compitió en Nuestra Belleza México 2011, ocurrido en Puerto Vallarta, Jalisco, donde se convirtió en la primera participante de su estado en obtener ese título.

## Miss Universo 2012
El pasado 19 de diciembre de 2012 representó a México en Miss Universo 2012 celebrado en Las Vegas Nevada, Estados Unidos donde se colocó como semifinalista en el Top 10.

## Vida personal
Actualmente esta retirada de la vida pública se encuentra casada con el empresario Jaime Álvarez y desde 2016 tienen 3 hijos.